# Gentianella fimbrilinguis
Gentianella fimbrilinguis là một loài thực vật có hoa trong họ Long đởm. Loài này được G.L.Nesom mô tả khoa học đầu tiên năm 1991.